# Головки (Речицкий район)
Головки (бел. Галоўкі) — деревня в Бабичском сельсовете Речицкого района Гомельской области Белоруссии.

## География

### Расположение
В 42 км на юго-запад от Речицы, 5 км от железнодорожной станции Бабичи (на линии Гомель — Калинковичи), 92 км от Гомеля.

### Гидрография
На реке Ведрич (приток реки Днепр), на западе — канава Корч (впадает в реку Ведрич).

## Транспортная сеть
Транспортные связи по просёлочной, затем автомобильной дороге Василевичи — Речица. Планировка состоит из криволинейной улицы с переулками, ориентированной с юго-запада на северо-восток, к которой на юге присоединяется чуть изогнутая улица с широтной ориентацией. Застройка двусторонняя, неплотная, деревянная, усадебного типа.

## История
По письменным источникам известна с начала XIX века как селение в Василевичской волости Речицкого уезда Минской губернии. Под 1825 год обозначена в Василевичском церковном приходе. В 1858 году собственность казны. Согласно переписи 1897 года действовали церковно-приходская школа, хлебозапасный магазин, ветряная мельница и конная мельница.
С 8 декабря 1926 года до 30 декабря 1927 года центр Головковского сельсовета Василевичского, с 4 августа 1927 года Речицкого районов Гомельского округа. В 1930 году организован колхоз. Во время Великой Отечественной войны оккупанты в июне 1943 года расстреляли 40 жителей. 124 жителя погибли на фронте. Согласно переписи 1959 года в составе совхоза «Звезда» (центр — деревня Бабичи). Расположены школа-сад, библиотека, фельдшерско-акушерский пункт, отделение связи.

## Население

### Численность
- 2004 год — 200 хозяйств, 478 жителей.

### Динамика
- 1858 год — 18 дворов, 215 жителей.
- 1897 год — 76 дворов, 554 жителя (согласно переписи).
- 1908 год — 103 двора, 739 жителей.
- 1959 год — 1217 жителей (согласно переписи).
- 2004 год — 200 хозяйств, 478 жителей.